# Nambi
Nambi – według mitologii ugandyjskiej córka władcy nieba Gulu i żona Kintu. To właśnie ona zakochała się w Kintu, jednakże nie mogła go poślubić, ponieważ jej bracia nie wierzyli, że to jest człowiek, który tylko odżywia się mlekiem. Po wykonaniu wszystkich poprawnie zadań Kintu, Nambi wzięła z nim ślub, zeszła na ziemię i tam zamieszkała.